# افشین کمائی
افشین کمائی (انگلیسی: Afshin Kamaei؛ زاده ۱۶ سپتامبر ۱۹۷۴) در رامهرمز یک بازیکن فوتبال اهل ایران است.